# (58221) Boston
(58221) Boston ist ein Asteroid des mittleren Hauptgürtels. Er wurde am 23. Januar 1993 von dem belgischen Astronomen Eric Walter Elst am La-Silla-Observatorium der Europäischen Südsternwarte in Chile (IAU-Code 809) entdeckt.
Der Asteroid gehört zur Gefion-Familie, einer Gruppe von Asteroiden des mittleren Hauptgürtels, die nach (1272) Gefion benannt wurde. Früher wurde die Gruppe auch als Ceres-Familie bezeichnet (nach (1) Ceres, Vincenzo Zappalà 1995) und Minerva-Familie (nach (93) Minerva, AstDyS-2-Datenbank). Die zeitlosen (nichtoskulierenden) Bahnelemente von (58221) Boston sind fast identisch mit denjenigen des Asteroiden (64796) 2001 XM207.
(58221) Boston wurde am 2. Juni 2015 nach der US-amerikanischen Stadt Boston benannt.